# Liste de sigles de l'Organisation des Nations unies
Cet article dresse une liste de sigles utilisés par l'Organisation des Nations unies.
Et leurs representants 
- Haut – A
- B
- C
- D
- E
- F
- G
- H
- I
- J
- K
- L
- M
- N
- O
- P
- Q
- R
- S
- T
- U
- V
- W
- X
- Y
- Z

## A
- AIEA : Agence internationale de l'énergie atomique (en anglais : International Atomic Energy Agency, IAEA)
- APNU : Administration postale des Nations unies (en anglais : United Nations Postal Administration, UNPA)

- Haut – A
- B
- C
- D
- E
- F
- G
- H
- I
- J
- K
- L
- M
- N
- O
- P
- Q
- R
- S
- T
- U
- V
- W
- X
- Y
- Z

## B
- BIRD : Banque internationale pour la reconstruction et le développement, Banque mondiale  (en anglais : International Bank for Reconstruction and Development, IBRD, BIRD, World Bank)

- Haut – A
- B
- C
- D
- E
- F
- G
- H
- I
- J
- K
- L
- M
- N
- O
- P
- Q
- R
- S
- T
- U
- V
- W
- X
- Y
- Z

## C
- CCI : Centre du commerce international (en anglais : International Trade Centre, ITC)
- CESAO : Commission économique et sociale pour l'Asie occidentale (en anglais : Economic and Social Commission for Western Asia, ESCWA)
- CESAP : Commission économique et sociale pour l'Asie et le Pacifique (en anglais : United Nations Economic and Social Commission for Asia and the Pacific, ESCAP)
- CHR : Commission pour les droits de l'homme des Nations unies (en anglais : United Nations Commission on Human Rights, UNCHR)
- CIFAL : Centre international de formation des acteurs locaux (en anglais : Centre International de Formation des Acteurs Locaux, CIFAL)
- CIJ : Cour internationale de justice (en anglais : International Court of Justice, ICJ)
- COCOVINU : Commission de contrôle, de vérification et d'inspection des Nations unies (en anglais : United Nations Monitoring, Verification and Inspection Commission, UNMOVIC)
- CNUCED : Conférence des Nations unies sur le commerce et le développement (en anglais : United Nations Conference on Trade and Development, UNCTAD)
- CPI : Cour pénale internationale (en anglais : International Criminal Court, ICC)
- CNUDCI : Commission des Nations unies pour le droit du commerce international  (en anglais : United Nations Commission on International Trade Law, UNCITRAL)

- Haut – A
- B
- C
- D
- E
- F
- G
- H
- I
- J
- K
- L
- M
- N
- O
- P
- Q
- R
- S
- T
- U
- V
- W
- X
- Y
- Z

## E
- ECOSOC : Conseil économique et social des Nations unies (en anglais : United Nations Economic and Social Council, ECOSOC)

- Haut – A
- B
- C
- D
- E
- F
- G
- H
- I
- J
- K
- L
- M
- N
- O
- P
- Q
- R
- S
- T
- U
- V
- W
- X
- Y
- Z

## F
- FAO (ou, rarement, ONUAA) : Organisation des Nations unies pour l'alimentation et l'agriculture (en anglais : Food and Agriculture Organization, FAO)
- FMI: Fonds Monétaire International (en anglais : International Monetary Fund, IMF)

- Haut – A
- B
- C
- D
- E
- F
- G
- H
- I
- J
- K
- L
- M
- N
- O
- P
- Q
- R
- S
- T
- U
- V
- W
- X
- Y
- Z

## G
- GENUNG : Groupe d'experts des Nations unies pour les noms géographiques (en anglais : United Nations Group of Experts on Geographical Names, UNGEGN)

- Haut – A
- B
- C
- D
- E
- F
- G
- H
- I
- J
- K
- L
- M
- N
- O
- P
- Q
- R
- S
- T
- U
- V
- W
- X
- Y
- Z

## H
- HCDH : Haut-Commissariat des Nations unies aux droits de l'homme (en anglais : Office of the United Nations High Commissioner for Human Rights, OHCHR)
- HCR : Haut Commissariat des Nations unies pour les réfugiés (en anglais : United Nations High Commissioner for Refugees, UNHCR)

- Haut – A
- B
- C
- D
- E
- F
- G
- H
- I
- J
- K
- L
- M
- N
- O
- P
- Q
- R
- S
- T
- U
- V
- W
- X
- Y
- Z

## M
- MANUH : Mission d’appui des Nations unies en Haïti
- MINUAR : Mission des Nations unies pour l'assistance au Rwanda (en anglais : United Nations Assistance Mission for Rwanda, UNAMIR)
- MINUHA : Mission des Nations unies en Haïti
- MINUK : Mission d'administration intérimaire des Nations unies au Kosovo (en anglais : United Nations Interim Administration Mission in Kosovo, UNMIK)
- MINURSO : Mission des Nations unies pour l'organisation d'un référendum au Sahara occidental
- MINUS : Mission des Nations unies au Soudan (en anglais : United Nations Mission In Sudan, UNMIS)
- MINUSTAH : Mission des Nations unies pour la stabilisation en Haïti (en anglais : United Nations Stabilisation Mission In Haiti, MINUSTAH)
- MIPONUH : Mission de police civile des Nations unies en Haïti
- MITNUH : Mission de transition des Nations unies en Haïti
- MONUSCO : Mission de l'Organisation des Nations unies en République démocratique du Congo (en anglais : United Nations Organization Stabilization Mission in the Democratic Republic of the Congo, MONUC)

- Haut – A
- B
- C
- D
- E
- F
- G
- H
- I
- J
- K
- L
- M
- N
- O
- P
- Q
- R
- S
- T
- U
- V
- W
- X
- Y
- Z

## O
- OACI : Organisation de l'aviation civile internationale (en anglais : International Civil Aviation Organization, ICAO)
- OCHA : Bureau de la coordination des affaires humanitaires (en anglais : United Nations Office for the Coordination of Humanitarian Affairs, OCHA)
- OICS : Organe international de contrôle des stupéfiants (en anglais : International Narcotics Control Board, INCB)
- OIT : Organisation internationale du travail (en anglais : International Labour Organization, ILO)
- OMI : Organisation maritime internationale (en anglais : International Maritime Organization, IMO)
- OMM : Organisation météorologique mondiale (en anglais : World Meteorological Organization, WMO)
- OMPI : Organisation mondiale de la propriété intellectuelle (en anglais : World Intellectual Property Organization, WIPO)
- OMS : Organisation mondiale de la santé (en anglais : World Health Organization, WHO)
- OMT : Organisation mondiale du tourisme (en anglais : World Tourism Organization, WTO)
- ONU : Organisation des Nations unies (en anglais : United Nations Organization, UNO ou UN)
- ONUB : Opération des Nations unies au Burundi (en anglais : UNOB, UNOB)
- ONUCI : Opération des Nations unies en Côte d'Ivoire
- ONUDI : Organisation des Nations unies pour le développement industriel (en anglais : UNIDO, UNIDO)
- ONUSIDA : Programme commun des Nations unies sur le VIH/sida (en anglais : Joint United Nations Programme on HIV/AIDS, UNAIDS)

- Haut – A
- B
- C
- D
- E
- F
- G
- H
- I
- J
- K
- L
- M
- N
- O
- P
- Q
- R
- S
- T
- U
- V
- W
- X
- Y
- Z

## P
- PAM : Programme alimentaire mondial (en anglais : World Food Programme, WFP)
- PNUCID : Programme des Nations unies pour le contrôle international des drogues (en anglais : United Nations International Drug Control Programme, UNDCP)
- PNUD : Programme des Nations unies pour le développement (en anglais : United Nations Development Programme, UNDP)
- PNUE : Programme des Nations unies pour l'environnement (en anglais : United Nations Environment uProgramme, UNEP)
- UN-Habitat : Programme des Nations unies pour les établissements humains (en anglais : United Nations Human Settlements Programme, UN-HABITAT)

- Haut – A
- B
- C
- D
- E
- F
- G
- H
- I
- J
- K
- L
- M
- N
- O
- P
- Q
- R
- S
- T
- U
- V
- W
- X
- Y
- Z

## S
- SMDD : Sommet de la Terre 2002 (en anglais : Earth Summit 2002, WSSD)

- Haut – A
- B
- C
- D
- E
- F
- G
- H
- I
- J
- K
- L
- M
- N
- O
- P
- Q
- R
- S
- T
- U
- V
- W
- X
- Y
- Z

## T
- TPIR : Tribunal pénal international pour le Rwanda (en anglais : International Criminal Tribunal for Rwanda, ICTR)
- TPIY : Tribunal pénal international pour l'ex-Yougoslavie (en anglais : International Criminal Tribunal for the Former Yugoslavia, ICTY)
- TSSL : Tribunal spécial pour la Sierra Leone

- Haut – A
- B
- C
- D
- E
- F
- G
- H
- I
- J
- K
- L
- M
- N
- O
- P
- Q
- R
- S
- T
- U
- V
- W
- X
- Y
- Z

## U
- UIT : Union internationale des télécommunications (en anglais : International Telecommunication Union, ITU)
- UNESCO : Organisation des Nations unies pour l'éducation, la science et la culture (en anglais : United Nations Educational, Scientific and Cultural Organization, UNESCO)
- UNICEF : Fonds des Nations unies pour l'enfance (en anglais : United Nations Children's Fund, UNICEF)
- UNICRI : Institut interrégional de recherche des Nations unies sur la criminalité et la justice (en anglais : UNICRI, UNICRI)
- UNIFEM : Fonds de développement des Nations unies pour la femme (en anglais : UNIFEM, UNIFEM)
- UNITAR : Institut des Nations unies pour la formation et la recherche (en anglais : United Nations Institute for Training and Research, UNITAR)
- UNOPS : Bureau des Nations unies pour les services d'appui aux projets (en anglais : United Nations Office for Project Services, UNOPS)
- UNRISD : Institut de recherche des Nations unies pour le développement social (en anglais : United Nations Research Institute For Social Development, UNRISD)
- UNRWA : Office de secours et de travaux des Nations unies pour les réfugiés de Palestine dans le Proche-Orient (en anglais : United Nations Relief and Works Agency for Palestine Refugees in the Near East, UNRWA)
- UNU : Université des Nations unies (en anglais : United Nations University, UNU)
- UPU : Union postale universelle (en anglais : Universal Postal Union, UPU)

- Haut – A
- B
- C
- D
- E
- F
- G
- H
- I
- J
- K
- L
- M
- N
- O
- P
- Q
- R
- S
- T
- U
- V
- W
- X
- Y
- Z

## V
- VNU : Volontaires des Nations unies (en anglais : United Nations Volunteers, UNV)

- Haut – A
- B
- C
- D
- E
- F
- G
- H
- I
- J
- K
- L
- M
- N
- O
- P
- Q
- R
- S
- T
- U
- V
- W
- X
- Y
- Z